# Яніковиці (Лодзинське воєводство)
Яніковиці (пол. Janikowice) — село в Польщі, у гміні Александрув Пйотрковського повіту Лодзинського воєводства.
Населення — 165 осіб (2011).
У 1975-1998 роках село належало до Пйотрковського воєводства.

## Демографія
Демографічна структура станом на 31 березня 2011 року:
|          | Загалом | Допрацездатний вік | Працездатний вік | Постпрацездатний вік |
| -------- | ------- | ------------------ | ---------------- | -------------------- |
| Чоловіки | 87      | 16                 | 60               | 11                   |
| Жінки    | 78      | 13                 | 43               | 22                   |
| Разом    | 165     | 29                 | 103              | 33                   |